# Lida (Nevada)
Lida es un pueblo considerado área no incorporada en el condado de Esmeralda, Nevada, Estados Unidos; se encuentra cerca del límite estatal de California. Este pueblo esta en la ruta estatal de Nevada 266, al norte de la montaña Magruder.
Como otros pueblos mineros en el condado de Esmeralda, la población repentinamente comienza a declinar una vez que las minas son agotadas; actualmente, Lida es un pueblo fantasma de propiedad privada.

## Galería

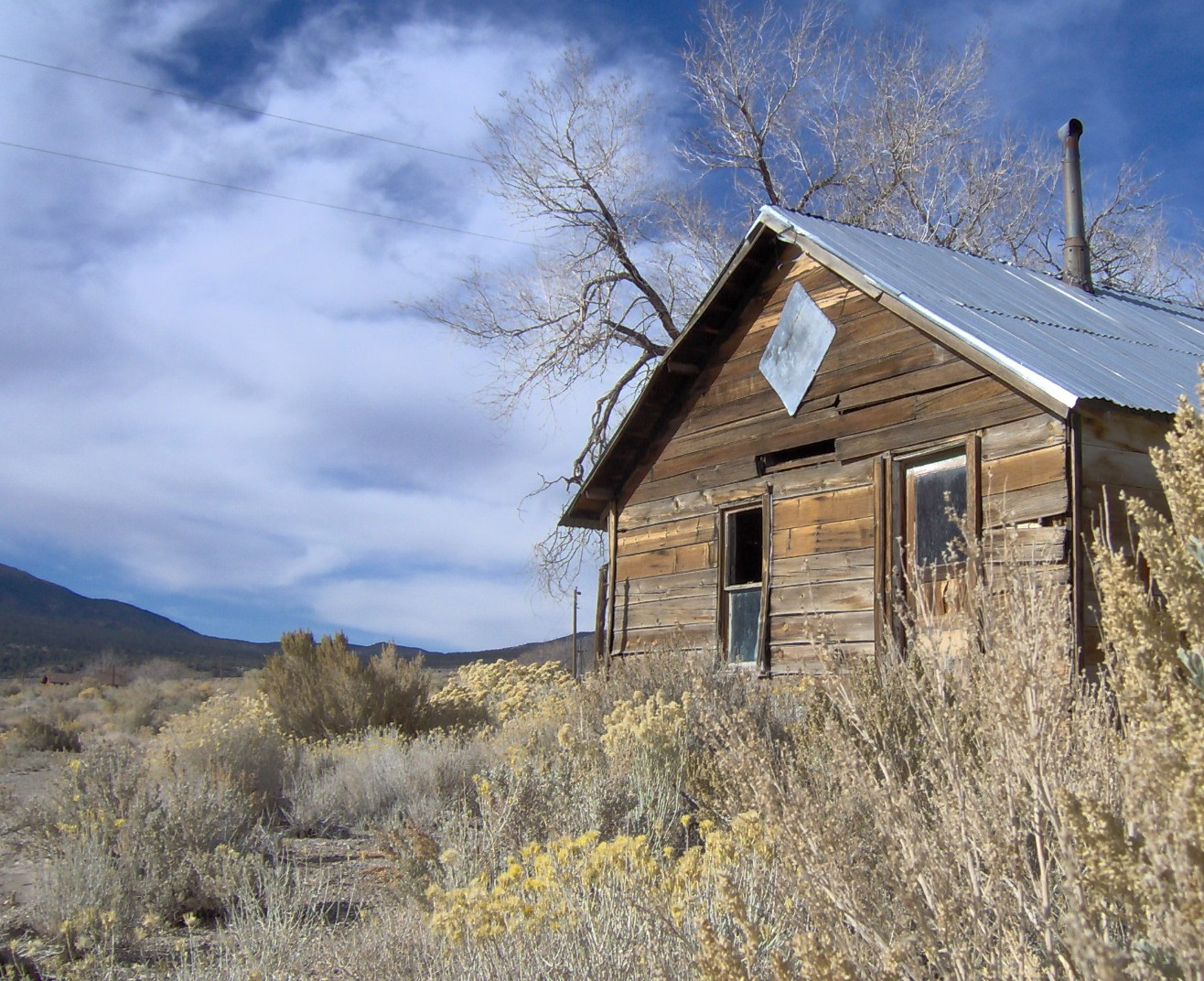
Casa abandonada en Lida
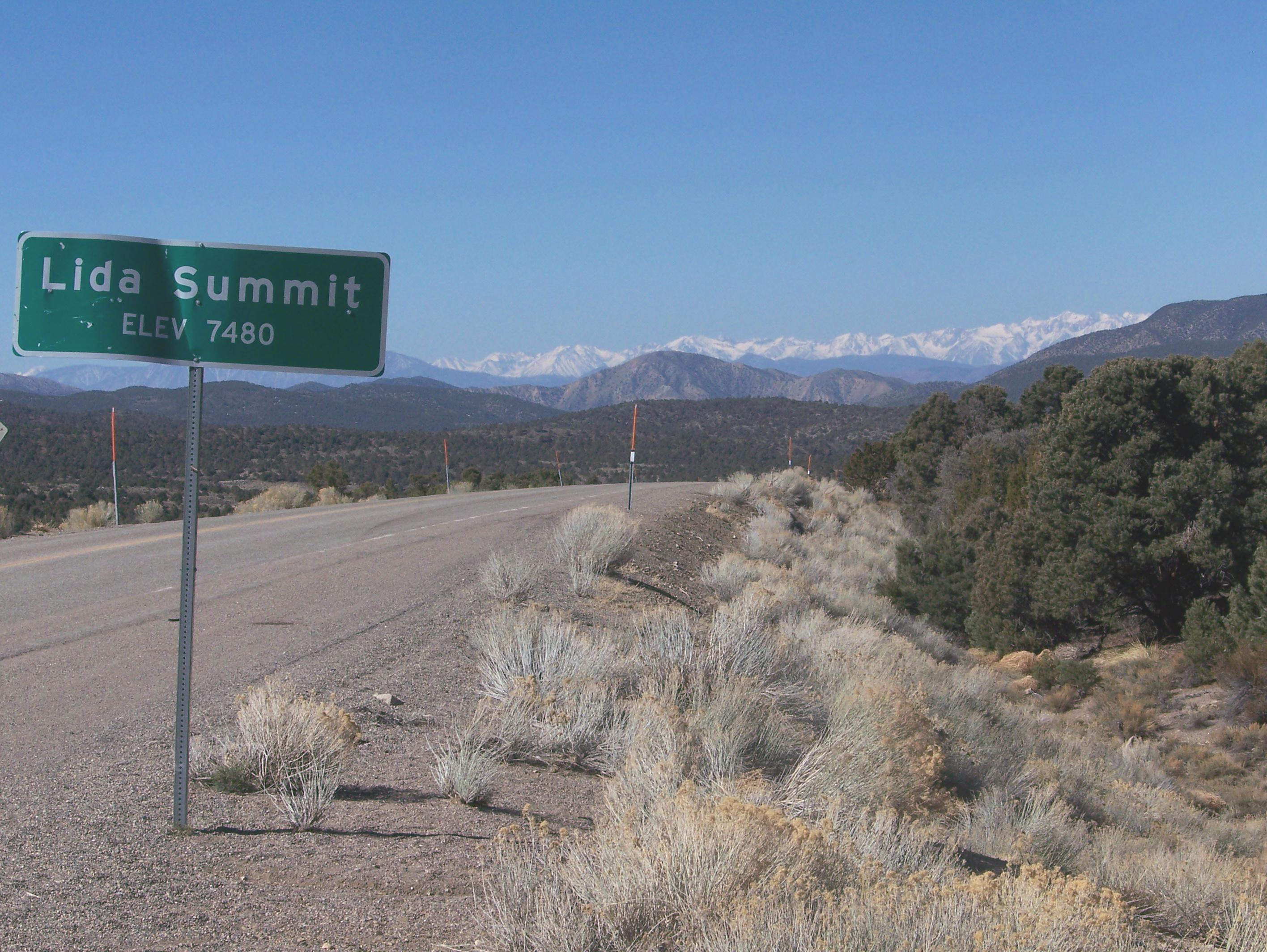
Cima de Lida
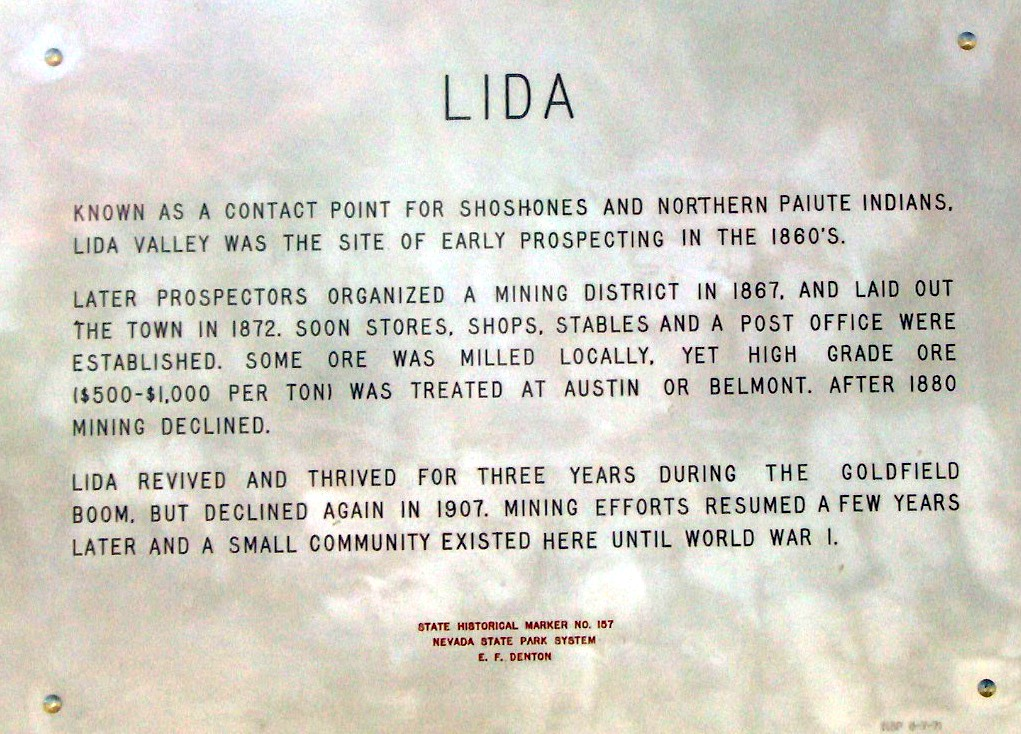
Historia de Lida